# Alberto Michelini
Alberto Michelini (Roma, 25 luglio 1941) è un giornalista e politico italiano, ex esponente della Democrazia Cristiana e di Forza Italia, parlamentare europeo e soprannumerario dell'Opus Dei.

## Biografia
Prima di prestarsi alla politica, ha lavorato al TG1 come conduttore ed inviato speciale.
In questa veste, ha realizzato una delle prime interviste televisive a papa Giovanni Paolo II. Ha dedicato dieci libri e venti video al pontificato di Giovanni Paolo II.
Nel 1994 è stato eletto alla Camera nel Patto Segni, ma il 19 aprile ne è uscito per fondare i Cattolici Liberali.
Poco dopo ha formato il gruppo dei Federalisti e Liberaldemocratici.
Nel febbraio del 1995 ha aderito insieme ai Cattolici Liberali a Forza Italia. Nello stesso anno si è presentato come candidato presidente della Regione Lazio per il centrodestra, ma è stato sconfitto dal suo avversario dell'opposta fazione - nonché collega alla RAI - Piero Badaloni.
È stato presidente di Progetto Famiglia - Movimento per i diritti della famiglia e membro del Forum delle Associazioni Famigliari.
Silvio Berlusconi lo ha nominato suo rappresentante personale per il "Piano di Azione per l'Africa" nell'ambito del G8 il 7 settembre del 2001.
Nel 2006 ha accettato l'offerta di Walter Veltroni di candidarsi come capolista nelle elezioni comunali a Roma dei  "Moderati per Veltroni"; la lista ha ottenuto il 4,50% dei suffragi, superando anche alcune formazioni partitiche, ma non ha espresso alcun consigliere.
È fratello del musicista Luciano Michelini.

## Europarlamentare
È stato eletto alle elezioni europee del 1984, e poi riconfermato nel 1989, per le liste della DC; nel '94 e nel '99 per FI. È stato presidente della Delegazione per le relazioni con Malta e della Delegazione alla Commissione parlamentare mista UE-Malta, membro della Commissione per la protezione dell'ambiente, la sanità pubblica e la tutela dei consumatori, della Commissione per lo sviluppo e la cooperazione, della Commissione politica, della Commissione per la cultura, la gioventù, l'istruzione e i mezzi di informazione.